# Steyr 288
Der Steyr 288 ist ein Traktor des Herstellers Steyr Daimler Puch. Er ist ein Modell innerhalb der Jubiläumsserie. Von diesem 45 PS starken Traktor wurden zwischen 1962 und 1966 6253 Stück gebaut.

## Motor
Angetrieben wird der Traktor von einem Steyr-Vierzylinder-Dieselmotor Typ WD 406 mit einem Hubraum von 2660 cm³. Es ist ein wassergekühlter Viertaktmotor mit Vorkammereinspritzung. Er leistet 45 DIN-PS (33 kW) bei einer Drehzahl von 2400/min. Das größte Drehmoment erreicht der Motor bei einer Drehzahl von 1300/min. Der spezifische Verbrauch wird mit 188 g/PSh (255,6 g/kWh) angegeben.

## Getriebe
Der Traktor hat ein Getriebe mit vier Gängen in zwei Gruppen. Über einen Vorwählhebel kann im Stillstand des Traktors zwischen Ackergruppe und Straßengruppe gewechselt werden. Über einen stets bei Fahrzeugstillstand zu bedienenden neben dem Schalthebel angebrachten Richtungswahlhebel können sämtliche Gänge vorwärts als auch rückwärts genutzt werden. Dank seines Getriebes deckt der Traktor einen Geschwindigkeitsbereich von 1,65 km/h bis 28,7 km/h (jeweils bei Volllastdrehzahl) ab.
Um Gewicht bzw. Baugröße des Getriebes zu verringern, erfolgt im Bereich der Achshälften eine weitere Untersetzung der Drehzahl mit einem Planetengetriebe je Achshälfte. Das Hinterachsdifferential kann mittels einer Differenzialsperre gesperrt werden.

## Bremsen
Der Traktor hat mechanische Innenbackenbremsen, die auf die Hinterräder wirken. Über ein geteiltes Bremspedal, welches im Normalfall durch eine Lasche verbunden ist, kann nach Bedarf das linke oder das rechte Hinterrad separat zur Lenkunterstützung (Lenkbremse) abgebremst werden.

## Zapfwelle
Der Traktor hat eine Heckzapfwelle und eine Frontzapfwelle. Letztere ist dabei nicht wie bei modernen Traktoren an der Traktorfront angeordnet, sondern in der Fahrzeugmitte. Die Heckzapfwelle kann als Motorzapfwelle geschaltet werden und zwischen 540/min und 1000/min (jeweils bei Motornenndrehzahl) umgeschaltet werden sowie als Wegzapfwelle (Drehzahl proportional zur Raddrehzahl) genutzt werden. Die Frontzapfwelle läuft immer als Motorzapfwelle mit 1000/min bei Motornenndrehzahl. Über eine zweite Kupplung (Lamellenkupplung) kann der Kraftfluss zum Getriebe unterbrochen werden (Traktor bleibt stehen, Zapfwelle läuft weiter), was beispielsweise beim Einsatz von Dreschmaschinen erforderlich ist.
Als Besonderheit der Steyr-Traktoren kann die Wegzapfwelle auch im Stillstand mit verschiedenen Drehzahlen verwendet werden. Hierzu wird zuerst die Zapfwelle in den Modus Wegzapfwelle gebracht, der Wählhebel für Ackergruppe und Straßengruppe in Neutralstellung gebracht, wodurch der Kraftfluss auf die Hinterräder unterbrochen wird. Nun kann mittels Richtungswählhebel und Gangwahlhebel die Drehzahl sowie die Drehrichtung der Zapfwelle eingestellt werden. Für den stationären Betrieb kann somit die Drehzahl des Motors in einen möglichst wirtschaftlichen Bereich abgesenkt werden. Die Zapfwellendrehzahl bei Motornenndrehzahl (2.400/min) kann somit zwischen ca. 297/min und 1445/min gewählt werden.

## Frontlader
Der Hersteller bot für den Traktor einen Frontlader an. Dieser Lader hat zwei einfachwirkende Hubzylinder. Zum Entladen konnte die Schaufel manuell über einen Seilzug mechanisch ausgeklinkt werden.

## Heckkraftheber
Die Heckkraftheber kann Lasten mit einer Masse von bis zu 1.600 kg anheben und kann zwischen Kat I und Kat II umgestellt werden. Ein Verstellen der Hubpunkte ermöglicht eine weitere Erhöhung der Hublast. Das Hubwerk kann in Lagestellung und Schwimmstellung genutzt werden. Die Bosch-Regelhydraulik ermöglicht eine Regelung der Pflugtiefe mittels Zugkraftsteuerung, welche eine größere Pflugleistung ermöglicht.